# Opesia atrata
Opesia atrata är en tvåvingeart som först beskrevs av Daniel William Coquillett 1895.  Opesia atrata ingår i släktet Opesia och familjen parasitflugor. Inga underarter finns listade i Catalogue of Life.